# Teerapong Putthasuka
Teerapong Putthasuka (thailändisch ธีรพงศ์ พุทธสุขา; * 11. Februar 1987 in Phattalung) ist ein thailändischer Fußballspieler.

## Karriere
Teerapong Putthasuka erlernte das Fußballspielen in der Jugendmannschaft des Ayutthaya FC. Der Verein aus Ayutthaya spielte in der dritten Liga des Landes, der Regional League Division 2. Hier unterschrieb er 2010 auch seinen ersten Profivertrag. Von 2010 bis 2013 stand der Torwart in Ayutthaya unter Vertrag. 2012 wurde er mit dem Club Meister seiner Region und stieg in die zweite Liga auf. Ein Jahr später verließ er den Club und schloss sich dem Erstligisten Bangkok Glass aus der Hauptstadt Bangkok an. Für Bangkok Glass stand er 2014 viermal im Tor. Die Saison 2015 spielte er beim Zweitligisten Nakhon Pathom United FC in Nakhon Pathom. BBCU FC, ein Erstligist aus Bangkok, nahm ihn die Saison 2016 unter Vertrag. Nach einem Jahr verließ er BBCU und schloss sich dem Ligakonkurrenten Ubon UMT United aus Ubon Ratchathani an. Hier unterschrieb er einen Einjahresvertrag. Bei Ubon kam er nicht zum Einsatz. 2018 unterschrieb er einen Vertrag beim Sisaket FC. Der Club aus Sisaket spielte in der zweiten Liga, der Thai League 2. Der Drittligist Lamphun Warrior FC aus Lamphun nahm ihn 2019 unter Vertrag. In der dritten Liga, der Thai League 3, absolvierte er 15 Spiele für Lamphun. 2020 nahm ihn sein ehemaliger Club Sisaket FC wieder unter Vertrag. 2021 unterschrieb er einen Vertrag beim Drittligisten Songkhla FC. Mit Songkla spielte er fortan in der Southern Region der dritten Liga. Mit Songkhla wurde Meister der Region. In den Aufstiegsspielen zur zweiten Liga schied man in der Gruppenphase aus. Die Saison 2021/22 stand er beim ebenfalls in der dritten Liga spielenden Trang FC im Tor. Für den Klub aus Trang stand er 19-mal in der Southern Region zwischen den Pfosten. Zu Beginn der Saison 2022/23 wechselte er zum Drittligaaufsteiger Muangtrang United FC. Mit Muangtrang spielte er 37-mal in der Southern Region. Im Juni 2024 wurde sein Vertrag um ein weiteres Jahr verlängert. Nach insgesamt 37 Ligaspielen wechselte er im Juli 2025 zum Zweitligisten Nakhon Si United FC.

## Erfolge
Ayutthaya FC
- Regional League Division 2 – Central/East: 2012  ▲

Songkhla FC
- Thai League 3 – South: 2020/21